# Parafia Matki Bożej z Lourdes w Warszawie
Parafia Matki Bożej z Lourdes w Warszawie – parafia rzymskokatolicka należąca do dekanatu praskiego, diecezji warszawsko-praskiej, metropolii warszawskiej Kościoła katolickiego, w Warszawie. Obsługiwana przez księży marianów.

## Historia

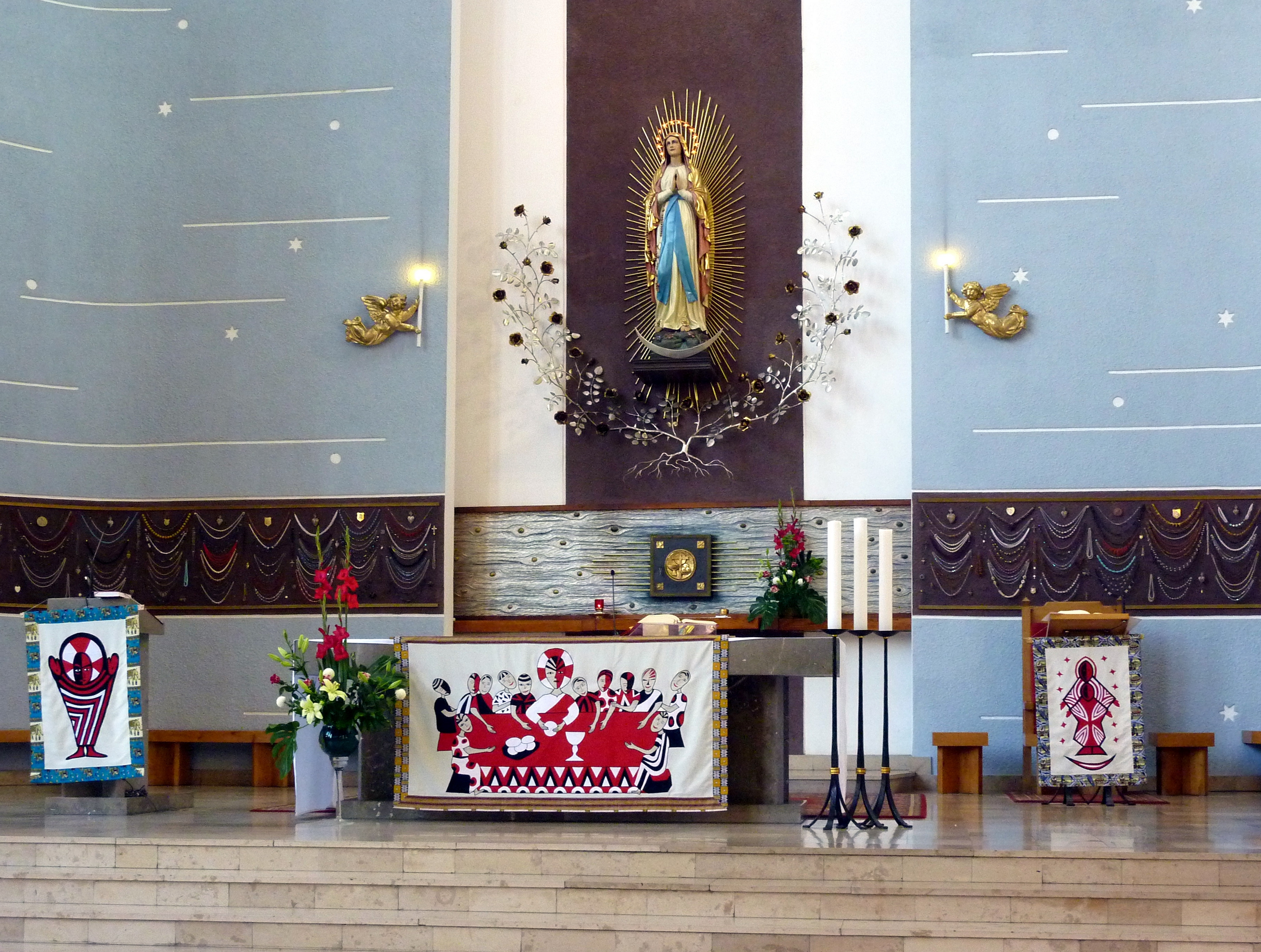
Ołtarz i wierna kopia figury Marki Bożej z Lourdes

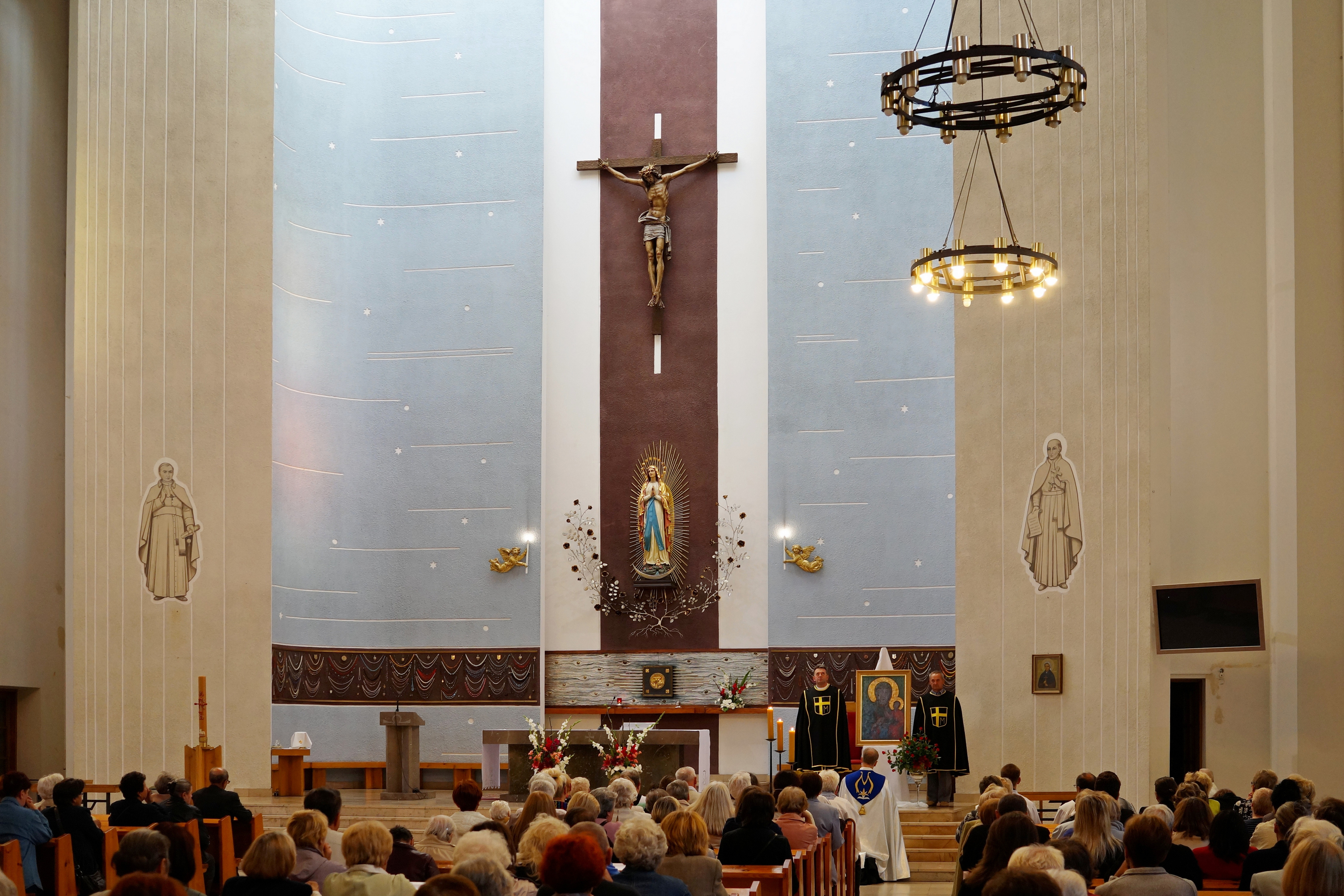
Peregrynacja kopii obrazu Matki Bożej Częstochowskiej, 3 września 2014

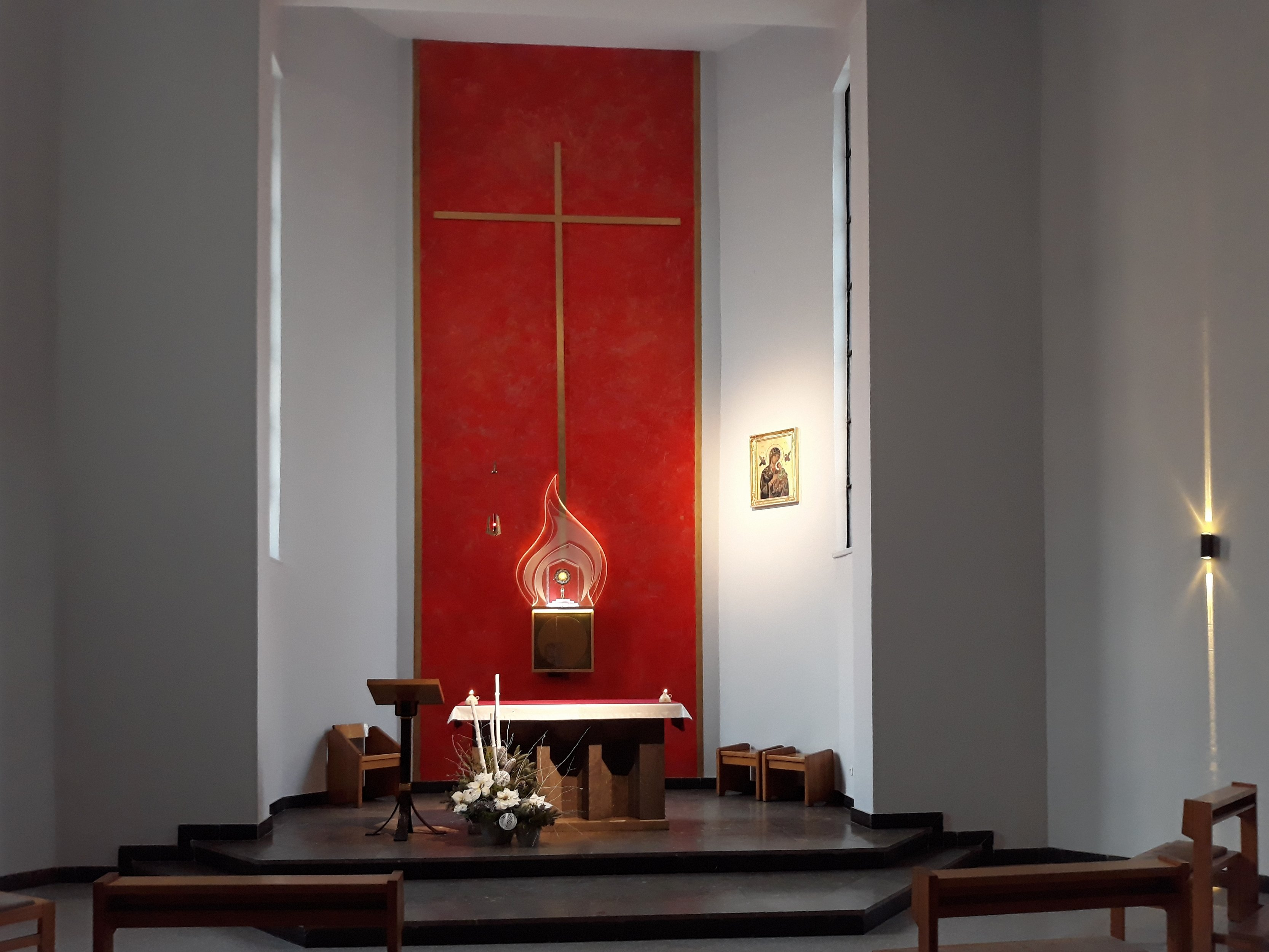
Kaplica Krzyża

W 1900 r. w budynku przy ul. Wileńskiej 63 (dzisiaj 69) Jadwiga i Wacław Mańkowscy założyli ośrodek opiekuńczo-wychowawczy dla ubogich chłopców pod nazwą „Dom Pracy dla chłopców imienia J. i W. Mańkowskich". Od 1917 r. opiekę nad placówką przejęli księża marianie. Od samego początku funkcjonowania zakładu na 2 piętrze mieściła się kaplica MB z Lourdes.
W 1933 r. księża marianie wystąpili Do Kurii Biskupiej o budowę dużego kościoła ale uzyskali jedynie zgodę na budowę kaplicy na rogu ulic Wileńskiej i Szwedzkiej. 30 czerwca 1935 roku kaplicę zaprojektowaną przez Stanisława Mancewicza poświęcił ks. kardynał Aleksander Kakowski. Kościół był zbudowany z cegły, otynkowany, dach pokryty został blachą. Wnętrze trójnawowe dł. 20 m, szer. 16,5 m, a wysokość 8,5 m. Dwie galerie nad bocznymi nawami i chór z 15 głosowymi organami, powiększały ogólną powierzchnię kościoła, która wynosiła 530 m².
20 stycznia 1951 r. ks. arcybiskup Stefana Wyszyński erygował przy kościele księży Marianów nową parafię. Pierwszym proboszczem został ks. Władysław Bakalarz. 
Stary kościół został przebudowany w 1975 r. według projektu inż. Mariana Szymanowskiego. Na głównej ścianie został umieszczony duży artystyczny Krucyfiks Chrystusa zaprojektowany i wykonany przez Jerzego Macha w 1973 r. Z prawej strony umieszczona była figura M.B. Niepokalanej z Lourdes - Patronki kościoła i parafii, otaczana szczególną czcią wiernych a sprowadzona z Lourdes jeszcze w czasie budowy kościoła w 1935 roku. Ściany kościoła zdobiły rzeźby Drogi Krzyżowej wykonane przez artystkę Zofię Trzcińską-Kamińską w 1962 r., oraz obraz Miłosierdzia Bożego, wykonany przez Jana Molgę w 1955 r.
W 1984 roku parafia otrzymała pozwolenie na budowę nowej świątyni, którą w 1985 roku rozpoczął ks. proboszcz Zdzisław Minota, a następnie od listopada 1986 roku kontynuował jego następca ks. proboszcz Kazimierz Śliwiński. Budowa kościoła zaprojektowanego przez Jacka Jagodę trwała ponad 6 lat. Wnętrze świątyni zostało zaprojektowane i częściowo wykonane przez Jerzego Machaja. Statua Matki Bożej - patronki kościoła umieszczona w głównym ołtarzu została przeniesiona do nowo powstałej świątyni. 
Konsekracji nowego kościoła i sanktuarium chorych, któremu patronuje Matka Boża z Lourdes, dokonał ks. biskup Kazimierz Romaniuk, pierwszy ordynariusz diecezji warszawsko-praskiej w święto Matki Bożej Różańcowej 7 października 1992 r. 

## Wspólnoty i ruchy
- Chór parafialny
- Młodzieżowy Zespół Muzyczny
- Schola dziecięca
- Ministranci
- Caritas
- Domowy Kościół - Kręgi Rodzin
- Neokatechumenat
- Legion Maryi
- Wspólnota św. Bernadetty
- Wspólnoty AA, Al-Anon, DDA, AN
- Ruch Focolari
- Wspólnota 12. Kroków dla Chrześcijan